# Xian de Linli
Le xian de Linli (临澧县 ; pinyin : Línlǐ Xiàn) est un district administratif de la province du Hunan en Chine. Il est placé sous la juridiction de la ville-préfecture de Changde.

## Démographie
La population du district était de 438 784 habitants en 1999.